# Mus haussa
Il topo degli Hausa (Mus haussa Thomas & Hinton, 1920) è un roditore della famiglia dei Muridi diffuso nell'Africa occidentale.

## Descrizione
Roditore di piccole dimensioni, con la lunghezza della testa e del corpo tra 37 e 58 mm, la lunghezza della coda tra 31 e 44 mm, la lunghezza del piede tra 10,5 e 12,5 mm, la lunghezza delle orecchie tra 7 e 10 mm e un peso fino a 5,3 g.

La pelliccia è crespa. Le parti superiori sono color sabbia, i fianchi sono giallo-ocra chiaro. Le parti ventrali sono bianche. Le zampe sono bianche con una linea giallo-brunastra che si estende dal dorso dei piedi fino alle anche. Le orecchie sono marroni chiare, con una macchia bianca distinta alla base esterna di ognuna di esse. La coda è più corta della testa e del corpo. Il cariotipo è 2n=28-31-34 FN=36-38.

## Biologia

### Comportamento
È una specie terricola e notturna. 

## Distribuzione e habitat
Questa specie è diffusa nel Gambia, Senegal, Mauritania meridionale, Mali centrale e meridionale, Niger meridionale, Burkina Faso; Ghana, Togo, Benin e Nigeria settentrionali. Probabilmente è presente anche nel Camerun settentrionale e nel Ciad centro-occidentale.
Vive nelle savane del Sahel. Si trova frequentemente all'interno di case e magazzini.

## Conservazione
La IUCN Red List, considerato il vasto areale, la tolleranza alle modifiche ambientali e la popolazione numerosa, classifica M.haussa come specie a rischio minimo (Least Concern).